# Akossa
Akossa est un village du Cameroun situé dans le département du Haut-Nyong et la région de l'Est.
Il fait partie de la commune de Nguelemendouka.

## Population
Selon le Plan Communal de Développement de Nguelemendouka (2012), Akossa comptait 379 habitants.

## Développement
Selon le Plan Communal de Développement de Nguelemendouka (2012), plusieurs mesures ont été envisagées pour le développement d'Ankouandé.
1. Construction d'un point d’eau
2. Réhabilitation d'un point d’eau
3. Extension du réseau électrique
4. Aménagement et ouverture de l’accès au site minier d'Akossa (sable)